# Salomon Müller

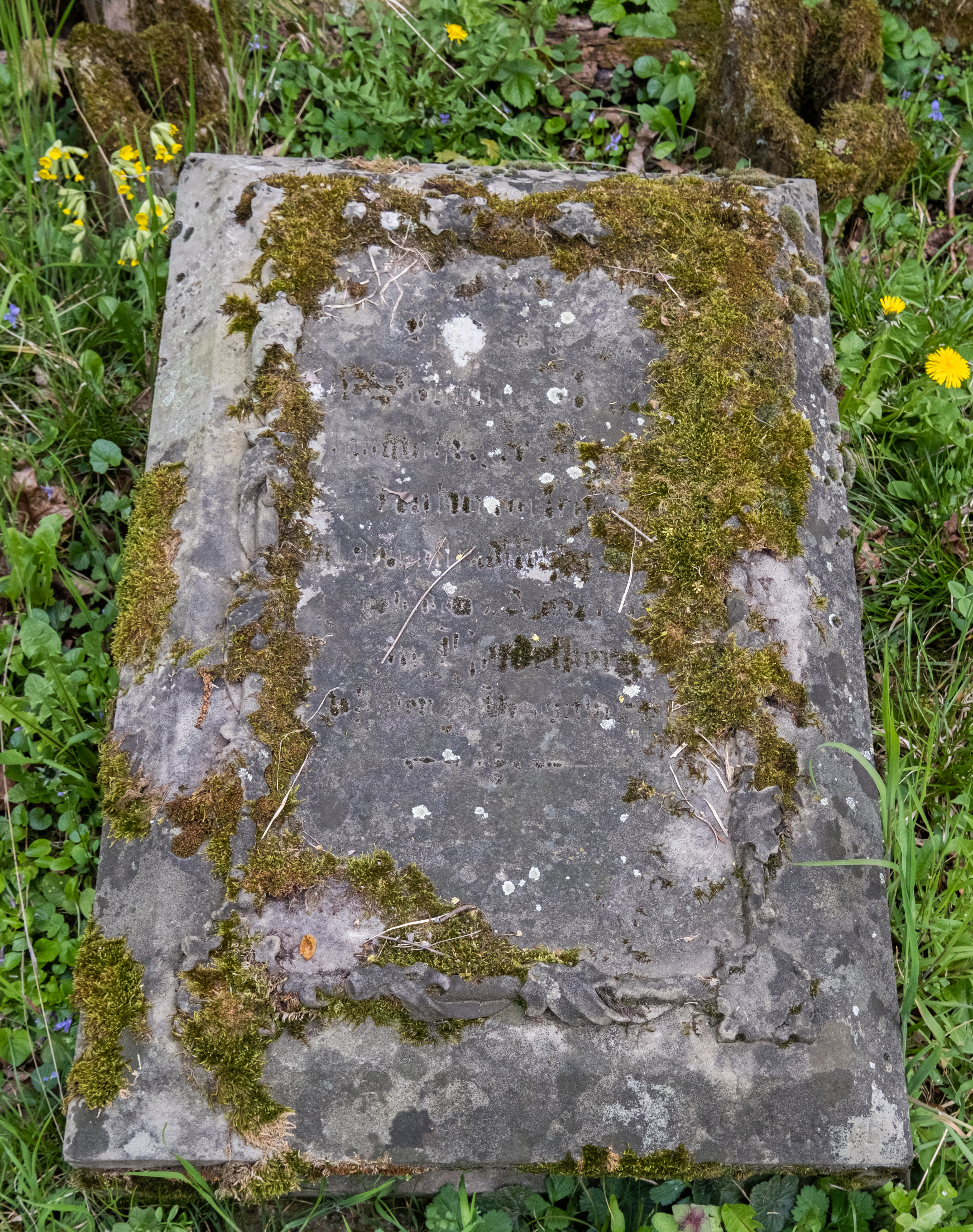
Vista do túmulo

Salomon Müller (1804 - 1864) foi um naturalista alemão.
Müller era filho de um seleiro de Heidelberg. Em 1823, Müller, juntamente com Heinrich Boie e Heinrich Christian Macklot, foi enviado por Coenraad Jacob Temminck para coletar amostras nas Índias Orientais.
Müller visitou a Indonésia em 1826, Nova Guiné e Timor em 1828, Java em 1831 e Samatra entre 1833 e 1835.